# Makoto Hasebe
Makoto Hasebe (nascut a Fujieda, Shizuoka, Japó, el 18 de gener del 1984), és un futbolista professional japonès que actualment juga de migcampista a l'Eintracht Frankfurt de la Bundesliga alemanya. Hasebe, també juga per la selecció del Japó des del 2006. Després de la retirada de Yasuhito Endō de la selecció en acabar la Copa d'Àsia 2015, Hasabe va esdevindre capità de l'equip.
El 12 de maig de 2014 s'anuncià la seva inclusió a la llista de 23 jugadors de la selecció japonesa per disputar el Mundial de 2014 al Brasil. Els dorsals van ser anunciats el 25 de maig.